# 夕涼みコンサート
夕涼みコンサート（ゆうすずみコンサート）は、かつて仙台七夕まつりの開催期間に合わせ、仙台市都心部の勾当台公園にて行われていた無料の屋外音楽イベント。一時期、「Date fm スターライト・エクスプロージョン」という名称が使われていたが、2010年からは最後の開催年となる2013年までは「Date fm 夕涼みコンサート」に名称を戻して行われた。
8月6日、7日、8日の3日間連続で、昼から夜まで続く。エフエム仙台（Date fm）が開局してから2013年まで述べ30回開催された。開催形式が異なるが、定禅寺ストリートジャズフェスティバルに次ぐ観客を集める仙台市都心部での無料・屋外音楽イベントであった。
2014年からは、同期間に同地で同様のフォーマットのKHB七夕フェスタを東日本放送が開催している。

## 2010年

### サークルKサンクス LOCO STAGE
主に宮城県で活動しているミュージシャン、お笑い、ダンスなどのパフォーマンス。一般公募による。
- 場所：勾当台公園・特設ステージ
- 日時：8月6日、7日、8日のそれぞれ13:00 - 16:30

### LIVE STAGE
プロのミュージシャンによるライブ演奏。
- 場所：勾当台公園・野外音楽堂
- 日時：8月6日、7日、8日のそれぞれ16:30 - 21:00（FRONT ACT 16:30 - 17:30、MAIN ACT 18:00 - 21:00）
- 放送：Date fmで後日放送（8月15日、22日、29日：19:00 - 19:55）

#### 出演者
- 8月6日：アンダーグラフ、熊谷育美、近藤夏子、植村花菜、高橋優、Rake
- 8月7日：MAY'S、BENI、TINA、Hanah、Tiara、アニーポンプ
- 8月8日：キマグレン、音速ライン、universe、辻詩音、Digicut、伊禮俊一

## 2011年

### 出演
- 8月6日：LGMonkees、音速ライン、熊谷育美、ShaNa、JASMINE (歌手)、JAY'ED、竹仲絵里、Digicut、FLiP
- 8月7日：青山テルマ、吉川晃司、熊谷育美、佐藤竹善、Sowelu、ナオト・インティライミ、ハナエ、Rake
- 8月8日：阿部真央、因幡晃、吉川団十郎、Kna、CHAGE、露崎春女、手嶌葵、中村中、中村貴之、まきちゃんぐ、矢井田瞳、矢野顕子、山崎葵（現・山崎あおい）、遊佐未森
- MC：